# بلدة فان بورن (مقاطعة دارك)
بلدة فان بورن، مقاطعة دارك (أوهايو) (بالإنجليزية: Van Buren Township, Darke County, Ohio)‏ هي منطقة سكنية تقع في الولايات المتحدة في مقاطعة دارك.  يقدر عدد سكانها بـ 1,573 نسمة ومساحتها 65.8 كم2  وترتفع عن سطح البحر 315 متر.